# ヴィルヘルム・バックハウス

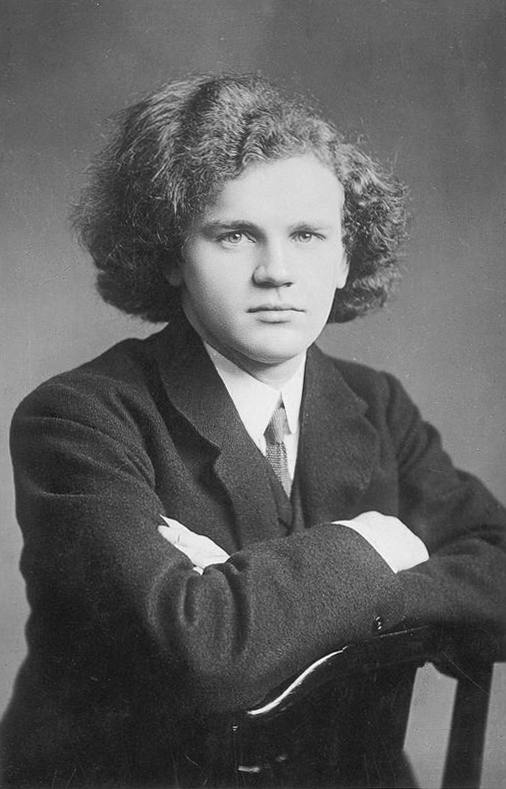
ヴィルヘルム・バックハウス、1907年

ヴィルヘルム・バックハウス（Wilhelm Backhaus, 1884年3月26日 - 1969年7月5日）は、ドイツ・ライプツィヒ出身のピアニスト。ウィルヘルムとも表記される。ドイツ国籍であったが、のちスイスに帰化した。ルートヴィヒ・ファン・ベートーべン、カール・チェルニー、フランツ・リストの直系の弟子にあたる。

## 経歴
幼い頃から母親にピアノの手ほどきを受け、7歳で入学したライプツィヒ音楽院でアロイス・レッケンドルフに師事。フランクフルトにて、当時全く弟子をとっていなかったオイゲン・ダルベール（リストの弟子）に絶賛され、1897年から師事した。レッスンは隔週であったという。
1900年、16歳の時にデビューし、最初のコンサートツアーを行った。1905年、パリで開かれたルビンシュタイン音楽コンクールのピアノ部門に出場し優勝した。このときの第2位はのちに作曲家として大成するバルトーク・ベーラで、当時自分の人生をピアニストとして思い描いていたバルトークは深く落胆することになった。
1905年から1912年までと、1925年、1926年にマンチェスター王立音楽院、ゾンダースハウゼン音楽院、カーティス音楽院で教鞭を執ったが、それ以降は教職につかず、演奏活動に専念した。
1909年、協奏曲を世界で初めて録音するソリストに抜擢され、7月15日、ランドン・ロナルド指揮、新交響楽団（現ロイヤル・アルバート・ホール管弦楽団）との共演で、エドヴァルド・グリーグのピアノ協奏曲の一部を録音した。なお、この音源は、イギリス・パールレーベルよりCD化され、聴くことができる（GEMS-0102、元のレーベルはドイツ・グラモフォン）。
1930年、ルガーノに移住。アドルフ・ヒトラーがバックハウスのファンだったことから、第二次世界大戦中、ナチスの宣伝に利用された。そのこともあり、戦後アメリカではナチ協力者としてバックハウスの来演を拒否する動きが起こった。
1946年、スイスに帰化。
1954年にアメリカの入国禁止が解け、3月30日にカーネギー・ホールでコンサートを開き、続いて4月5日から5月22日にかけて日本を訪れた。4月22日には宮内庁において、香淳皇后や三笠宮妃の前で演奏、5月13日には日本赤十字社副総裁・高松宮妃の希望により、神田共立講堂において「ガン研究緊急援助資金獲得バックハウス特別演奏会」が実現し、終演後高松宮妃から赤十字有功章が贈られた。なお、5月3日に日比谷公会堂にて行われた「お別れ公演」は東芝EMIよりCDが発売されている (TOCE-8856)。
1966年にオーストリア共和国芸術名誉十字勲章を受け、またベーゼンドルファー社から20世紀最大のピアニストとしての意味を持つ指環を贈られ、ウィーン国立音楽院の教壇にも立っている。

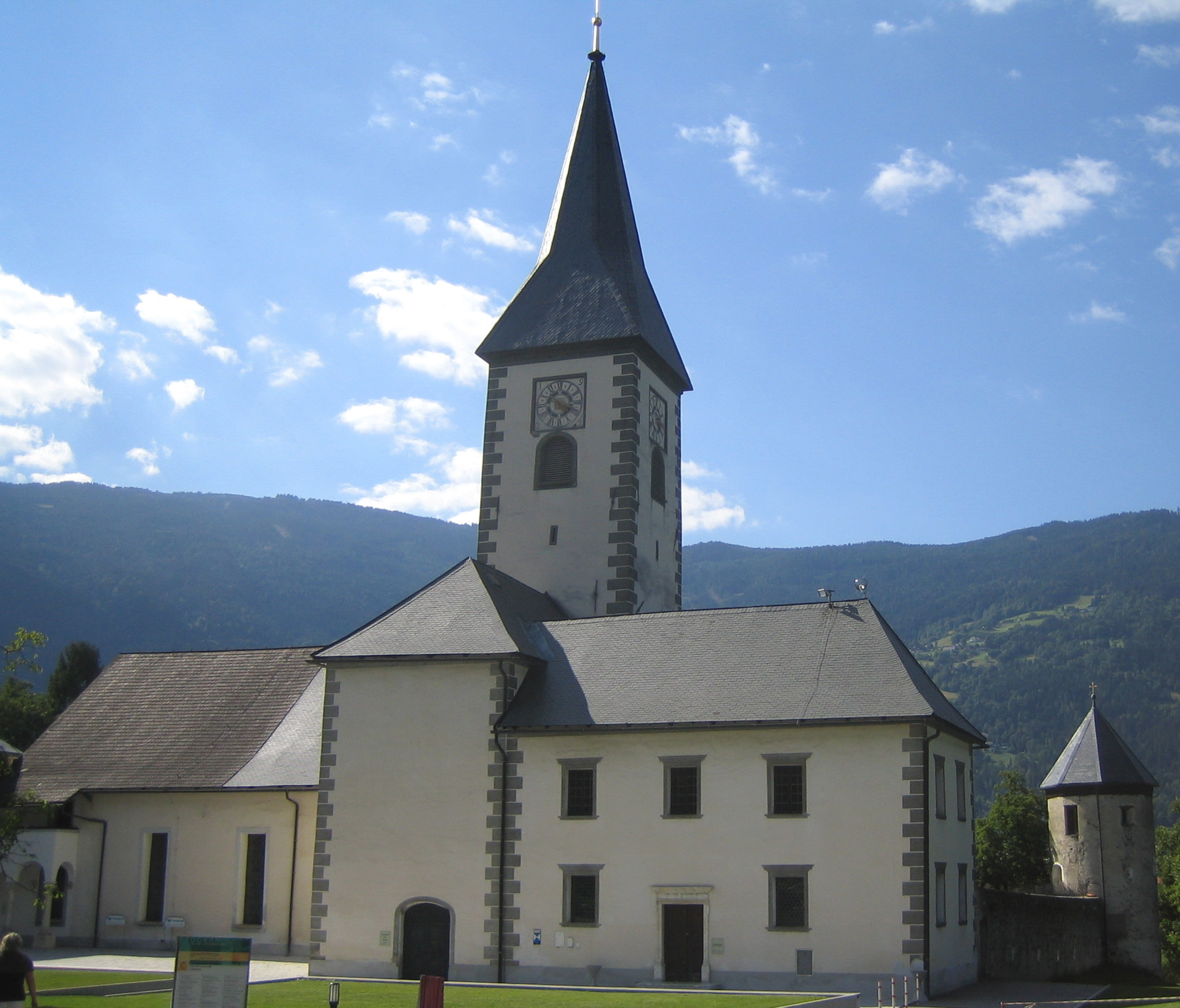
最後のコンサートが開かれた、オシアッハの修道院教会

1969年6月26日および28日、ケルンテンの夏音楽祭の前身となる、オーストリアのケルンテン州オシアッハにある修道院教会（シュティフト）の再建記念コンサートに迎えられる。26日のコンサートは無事終了したが、28日のコンサートで、ベートーヴェンのピアノソナタ第18番の第3楽章を弾いている途中心臓発作を起こし、一旦控室に戻った。医師団に「これ以上演奏を続けては良くない」と勧告されたが、彼はその忠告を退け、後半のプログラムを一部変更して何とかコンサートを終了した。演奏を終えたバックハウスは直ちに病院に搬送されたが、弱りきった心臓はついに回復せず、7日後の7月5日にフィラッハで死去。彼が最後に弾いた曲はフランツ・シューベルトの即興曲 作品142-2であった。なお、この両日のコンサートの模様はデッカ・レコードによる質の良いステレオ録音で残されており、『バックハウス：最後の演奏会』(Wilhelm Backhaus: Sein Letztes Konzert) として、CDが発売されている。

## 作曲・編曲
バックハウスは、ディヌ・リパッティやヴラジーミル・ホロヴィッツなど他の多くのピアニストとは違い、作曲をしたり、楽譜を極端に改編して演奏するということはしなかったが、若い頃に以下数曲の編曲を残している。
- フレデリック・ショパンのピアノ協奏曲第1番を編曲した『ロマンス』
- ヴォルフガング・アマデウス・モーツァルトのオペラ『ドン・ジョヴァンニ』の「セレナード」をピアノ用に編曲したもの
- ベートーヴェンのピアノ協奏曲第4番第3楽章のカデンツァ（第3楽章を編曲したもの） - 後年まで好んで演奏した。